# Aleksander Gawronik
Aleksander Gawronik (ur. 30 sierpnia 1948 w Poznaniu) – polski przedsiębiorca i polityk, senator III kadencji.

## Życiorys
Działał w Związku Młodzieży Socjalistycznej, w 1966 ukończył Wieczorowy Uniwersytet Marksizmu-Leninizmu. W okresie PRL był aktywistą PZPR i etatowym pracownikiem SB, a także tajnym współpracownikiem wywiadu PRL. W 1977 ukończył studia na Wydziale Prawa i Administracji Uniwersytetu Adama Mickiewicza w Poznaniu. Po złożeniu legitymacji partyjnej w 1978 został zwolniony z funkcji dyrektora przedsiębiorstwa państwowego, następnie prowadził kurnik, pieczarkarnię, warsztat samochodowy i biuro pisania podań. Był zaprzyjaźniony z wicepremierem Ireneuszem Sekułą. W marcu 1989, wkrótce po podpisaniu przez rząd Mieczysława Rakowskiego decyzji o otwarciu kantorów, uruchomił w wielu miejscach na granicy zachodniej pierwszą w Polsce sieć punktów wymiany walut.
Według Piotra Pytlakowskiego od początku transformacji systemowej z 1989 Aleksandra Gawronika popierała redakcja tygodnika „Wprost”, w zamian biznesmen wykupywał w tygodniku powierzchnię reklamową dla swoich przedsiębiorstw. W 1990 znalazł się na 1. miejscu listy 100 najbogatszych Polaków tygodnika „Wprost”; w kolejnych latach zajmował dwukrotnie 6. miejsce (1991, 1992), 22. miejsce (1993) i 92. miejsce (1994).
Po podpisaniu umowy z niemiecką firmą „Tax-free”, Polacy kupujący towary w RFN mogli w placówkach jego firmy odbierać 14% ich wartości, jako zwrot podatku od wartości dodanej. Aleksander Gawronik uruchomił firmę „Sezam”, zajmującą się ochroną ludzi i mienia oraz organizującą konwojowanie przesyłek wartościowych. W 1991 został zarządzającym spółką Art-B, wcześniej kierowaną przez Bogusława Bagsika i Andrzeja Gąsiorowskiego. Utworzył również duży holding Biuro Handlowo-Prawne AG.
W przedterminowych wyborach parlamentarnych w 1993 uzyskał mandat senatora III kadencji, kandydując jako kandydat niezależny. W izbie wyższej współtworzył m.in. ze Zbigniewem Religą Klub Senatorów Niezależnych. Zasiadał w Komisji Gospodarki Narodowej, Komisji Regulaminowej i Spraw Senatorskich oraz Podkomisji ds. Polityki Regionalnej. Senat nie uchylił jego immunitetu.

## Postępowania karne
W 1991 funkcjonariusze Urzędu Ochrony Państwa dokonali jego zatrzymania w związku z zarzutem przywłaszczenia mienia o wartości ok. 7,6 miliarda złotych na szkodę spółki Art-B oraz zagarnięcie 10 mld starych zł, które miał przejąć bezprawnie od dłużnika tej spółki. Został zwolniony po trzech tygodniach za poręczeniem majątkowym. W 1993 rozpoczął się jego proces.
W 2000 na zlecenie prokuratora Prokuratury Rejonowej w Słubicach dokonano przeszukania w biurach i magazynach należącej do niego firmy. W 2001 Aleksander Gawronik został zatrzymany i następnie tymczasowo aresztowany, w związku z podejrzeniem popełnienia oszustw celnych i podatkowych.
Sąd Rejonowy w Słubicach w 2004 skazał go na karę 8 lat pozbawienia wolności i 50 tysięcy złotych grzywny, za wyłudzenie ponad 9 milionów złotych nienależnego podatku VAT. Były senator nie przyznał się do winy, twierdząc, że oszustw dopuścili się jego pracownicy. Wcześniej zakończył się jego proces w sprawie przywłaszczenia mienia na szkodę spółki Art-B, w którym wymierzono mu karę 3 lat i 8 miesięcy pozbawienia wolności. Warunkowe przedterminowe zwolnienie uzyskał w 2009 na 11 miesięcy przed końcem upływu kary. W 2011 orzeczono wobec niego karę zastępczą 350 dni pozbawienia wolności w zamian za grzywnę wynikającą z innego wyroku. Aleksander Gawronik został doprowadzony do odbycia kary w 2012.
W 2014 został zatrzymany w związku z zamiarem przedstawienia mu zarzutu podżegania do zabójstwa dziennikarza Jarosława Ziętary, który zaginął 1 września 1992. W 2015 prokurator skierował przeciwko niemu w tej sprawie akt oskarżenia. W lutym 2022 Sąd Okręgowy w Poznaniu w I instancji wydał nieprawomocny wyrok uniewinniający. Zarzut opierał się w istotnej mierze na zeznaniach świadka (skazanego w innej sprawie za zabójstwo), który przesłuchiwany przez prokuratora stwierdził, że Aleksander Gawronik miał zlecić zabójstwo Jarosława Ziętary, a który przed sądem wycofał się z tych twierdzeń. Jego zeznania, w których obciążał Aleksandra Gawronika, sąd odrzucił jako niewiarygodne. Wyrok w tej sprawie został następnie zaskarżony przez prokuratora. W styczniu 2024 Sąd Apelacyjny w Poznaniu utrzymał w mocy wyrok sądu I instancji uniewinniający Aleksandra Gawronika od popełnienia tego czynu. W grudniu 2024 Sąd Najwyższy oddalił kasację prokuratora.